# Mame N’Diaye
Mame Mamadou Mbengue N’Diaye (ur. 30 grudnia 1986 w Thiès) – senegalski piłkarz występujący na pozycji pomocnika lub napastnika.

## Kariera
N’Diaye zawodową karierę rozpoczynał w Olympique Marsylia. W Ligue 1 zadebiutował 4 marca 2006 w zremisowanym 0:0 meczu z Paris Saint-Germain. Było to jednak jedyne ligowe spotkanie rozegrane przez niego w barwach Olympique. W trakcie sezonu 2007/2008, w styczniu 2008 został wypożyczony do drugoligowego FC Libourne-Saint-Seurin. Pierwszy mecz rozegrał tam 18 stycznia 2008 przeciwko Le Havre AC (1:1). Do końca sezonu rozegrał tam 16 spotkań.
W połowie 2008 roku został zawodnikiem drugoligowego US Boulogne. Pierwszy ligowy występ w jego barwach zanotował 19 września 2008 w wygranym 1:0 spotkaniu z SC Bastią. 29 maja 2009 w wygranym 4:0 ligowym meczu z Amiens SC strzelił swojego jedynego gola w zawodowej karierze. W sezonie 2008/2009 zajął z klubem 3. miejsce w lidze i awansował z nim do Ligue 1. W sezonie 2009/2010 zagrał w tych rozgrywkach 4 razy. W 2010 odszedł z klubu i przez rok nie był zawodnikiem żadnego zespołu.
W 2011 został graczem trzecioligowego Aviron Bayonnais FC, w którym spędził sezon 2011/2012. Następnie grał w czwartej lidze, w drużynach Amiens SC oraz AS Beauvais Oise. Z Beauvais w sezonie 2014/2015 spadł do piątej ligi. Potem występował w innym zespole tego szczebla rozgrywek – US Roye. W 2017 roku zakończył tam karierę.

## Statystyki
| Rozgrywki               | Poziom | Kraj    | Mecze | Bramki |
| ----------------------- | ------ | ------- | ----- | ------ |
| Ligue 1                 | I      | Francja | 5     | 0      |
| Ligue 2                 | II     | Francja | 34    | 1      |
| Puchar Ligi Francuskiej | –      | Francja | 2     | 0      |
| Puchar Francji          | –      | Francja | 5     | 0      |
| Puchar Intertoto        | –      | –       | 1     | 0      |